# Philippe Durance
Philippe Durance est un économiste français né le 30 avril 1966.

## Biographie

### Formation
Il est docteur en sciences de gestion au Conservatoire national des arts et métiers.

### Parcours
Philippe Durance est professeur du Conservatoire national des Arts & Métiers (CNAM). Il est titulaire de la chaire « Prospective & développement durable » du CNAM et chercheur au Laboratoire interdisciplinaire de recherche en sciences de l’action (LIRSA) . Il est également l'ancien président de l’Institut des Futurs souhaitables (IFs).
Ses recherches et ses enseignements au CNAM portent principalement sur les discours et les pratiques de l’action ; elles mobilisent des références philosophiques, historiques et prospectives pour questionner le management des organisations et ses représentations, ainsi que les contradictions posées à l’action publique et collective. 
Dans le domaine de la prospective (en particulier la prospective appliquée au développement des territoires), il s'attache à refonder ce qu'il considère plus comme une philosophie de l'action qu'une méthode visant à établir une décision efficace. Dans ce sens, il a travaillé à l'élaboration d'une « mémoire collective » à partir d'entretiens avec des chercheurs reconnus comme Jacques Lesourne, Pierre Piganiol, Serge Antoine, Michel Crozier ou Jean-Paul Bailly,. Ses travaux touchent aussi le domaine de la décision publique dans la seconde moitié du XXe siècle. Cette orientation l'a également amené à fonder en 2006 la collection « Prospective » des éditions L'Harmattan .
Dans le domaine de l’innovation, ses travaux l’ont conduit à critiquer le modèle dominant, dresser un panorama de l’innovation dans le monde et à définir trois modèles types, dont un correspondant à l’innovation sociale, qu’il définit comme le changement de la société par elle-même pour elle-même en dehors des institutions.
Il est membre de plusieurs conseils scientifiques, dont celui de l’association Parlements & Citoyens  et de la Fondation Tuck.

## Publications
- Gaston Berger. Humanisme et philosophie de l’action, avec Emmanuel d’Hombres et Emmanuel Gabellieri (dir.), L’Harmattan, 2012
- Les conditions de l'intelligibilité et le problème de la contingence (Gaston Berger), , avec Nicolas Monseu (éd.), L’Harmattan, 2010
- De la prospective. Textes fondamentaux de la prospective française (Gaston Berger, Pierre Massé, Jacques de Bourbon-Busset), , L’Harmattan, 2e édition, 2008
- Créativité et innovation dans les territoires, avec Michel Godet et Marc Mousli, La Documentation française, 2010
- Strategic Foresight, avec Joseph Coates et Michel Godet (dir.), Elsevier, 2010
- Réenchanter le futur par la prospective RH, avec Edgar Added et Wilfrid Raffard, Pearson (dir.), Village mondial, 2009
- Les mots-clés de la prospective territoriale, avec Philippe Destatte (dir.), La Documentation française, 2009
- Technologies et prospective territoriale, avec Daniel Kaplan, Alain Puissochet et Stéphane Vincent, FYP Éditions, 2008
- La prospective stratégique, pour les entreprises et les territoires, avec Michel Godet, Dunod, 2008
- Attitudes prospectives. Éléments d’une histoire de la prospective en France après 1945, avec Stéphane Cordobes, L’Harmattan, 2007